# Tesouro
Tesouro è un comune del Brasile nello Stato del Mato Grosso, parte della mesoregione del Sudeste Mato-Grossense e della microregione di Tesouro.